# Washington Reis
Washington Reis de Oliveira, ou simplesmente Washington Reis (Duque de Caxias, 5 de abril de 1967), é um político brasileiro e empresário do ramo futebolístico. Foi Secretário de Transporte e Mobilidade Urbana do Rio de Janeiro entre 2023 e 2025, tendo antes sido deputado estadual, deputado federal e prefeito de Duque de Caxias por três mandatos - entre 2005 e 2009 e entre 2017 e 2022.

## Biografia
Nascido no distrito de Xerém, reside até hoje no local. É membro da Igreja Evangélica Assembleia de Deus. Foi diretor-executivo do Esporte Clube Tigres do Brasil. Também atua como presidente de honra do Duque de Caxias Futebol Clube. É casado e pai de três filhos. É irmão dos também políticos Júnior Reis, Rosenverg Reis e Gutemberg Reis e sobrinho do atual prefeito de Duque de Caxias, Wilson Miguel.
Foi diagnosticado com COVID-19, e permaneceu internado durante 13 dias no Hospital Pró-Cardíaco, em Botafogo.

## Carreira Política
Sua carreira política iniciou-se em 1992, ao vencer as eleições para vereador de Duque de Caxias pelo PSB. Em 1994, tornou-se deputado estadual pelo PSC, se reelegeu em 1998 e pela terceira vez em 2002. Nas eleições de 2004, Reis tornou-se prefeito de Duque de Caxias, pelo PMDB, cargo em que permaneceu até 2008, quando perdeu a reeleição para o ex-prefeito do município, José Camilo Zito.
Em 2009, aceitou o convite do governador Sérgio Cabral Filho e assumiu o cargo de subsecretário estadual de Obras Metropolitanas do Rio de Janeiro. Deixou o cargo no ano seguinte para se candidatar a deputado federal, sendo eleito com mais de 130 mil votos, tornando-se um dos dez mais votados do estado do Rio de Janeiro. Em 2014 foi reeleito para o seu segundo mandato.
Em 2015, integrante do Conselho de Ética e Decoro Parlamentar, votou contra a admissibilidade do processo que pediu a cassação do mandato do deputado Eduardo Cunha (PMDB-RJ), presidente da Câmara, juntamente com outros 8 deputados. Teve seu voto vencido, pois outros 11 deputados votaram pela abertura do processo. Em 14 de junho de 2016, voltou a apoiar o Deputado Eduardo Cunha, votando contra a sua cassação no comitê de ética da Câmara dos Deputados.
Renunciou ao seu cargo de deputado federal em 1° de janeiro de 2017 ao se eleger prefeito de Duque de Caxias para um novo mandato.
Em 1º de abril de 2022, Washington Reis deixou a prefeitura de Duque de Caxias, inicialmente para se candidatar ao Senado pelo estado do Rio de Janeiro. Posteriormente foi anunciado como candidato a vice-governador na chapa de Cláudio Castro (PL), mas renunciou à candidatura após esta ser indeferida pelo TRE-RJ, na sequência da manutenção de sua condenação por crime ambiental em 2016 no Supremo Tribunal Federal. Com a reeleição de Castro, foi anunciado como secretário estadual de Transporte e Mobilidade Urbana, cargo que assumiu em 2 de janeiro de 2023.
Em dezembro de 2024, Reis foi alvo de busca e apreensão com outros alvos como o então prefeito de São João do Meriti, João Ferreira Neto, o então prefeito de Caxias, Wilson Reis, Netinho Reis, prefeito eleito de Caxias, a vereadora Fernanda da Costa, filha do traficante Fernandinho Beira-Mar, entre outros. O grupo é suspeito de compra de votos e lavagem de dinheiro nas eleições de municípios da Baixada Fluminense. De acordo com a Polícia Federal, o grupo movimentou cifras milionárias para financiar, ilicitamente, campanhas de candidatos a cargos políticos.
Foi exonerado do cargo de secretário estadual pelo governador em exercício Rodrigo Bacellar, em 03 de julho de 2025, em meio a uma disputa política pela sucessão ao Governo do Estado.

## Controvérsias

### Condenação por crime ambiental
Em dezembro de 2016 foi condenado por unanimidade pelo Supremo Tribunal Federal a sete anos e dois meses em regime semi-aberto por crime ambiental, além de multa no valor de 67 salários mínimos. Washington foi condenado pela divisão de terrenos para a construção de um loteamento em Xerém, no entorno da Reserva do Tinguá, obras iniciadas em 2003 e que incluíram corte de vegetação em encostas e área de preservação permanente e a terraplanagem em beira de rio. Segundo a decisão, o político ignorou autos de infração e embargos às obras, demonstrando sentimento de impunidade e desrespeito às autoridades ambientais.
Posteriormente, o prefeito e o vice-prefeito de Duque de Caxias tiveram sua chapa cassada com base na Lei da Ficha Limpa pelo Tribunal Regional Eleitoral do Rio de Janeiro por Washington ter sido condenado em decisão colegiada. O prefeito afirmou que considera a decisão injusta e que recorreria. Posteriormente, o Tribunal Superior Eleitoral reverteu a condenação pois a decisão que condenou Washington Reis por crime ambiental ocorreu após o primeiro e o segundo turnos da eleição municipal daquele ano, o que, segundo uma súmula do próprio tribunal, impede que haja cassação.

### Suspensão da construção de cemitério público
Em 2017, a Justiça mandou suspender a construção e inauguração de um cemitério em Duque de Caxias por suspeitas de irregularidades. Anunciado como uma de suas prioridades desde a campanha, Washington inciou a construção de um novo cemitério público sem licitação. As suspeitas são de crime ambiental, por sua construção estar sendo feita em mangue da Baía de Guanabara sem as devidas precauções para que a água não seja contaminada com necrochorume, e por ocupação irregular por supostamente estar localizado em uma área invadida. A paralisação também ocorreu devido ao contrato de uma concessionária que garante a sua exclusividade na administração dos cemitérios do município. A prefeitura afirmou que recorreria da decisão, que medidas para evitar a contaminação estão sendo tomadas, que o contrato com a concessionária é prejudicial a população e que o terreno é do município, ameaçando processar o seu suposto dono.
Em 2020, o Ministério Público do Rio de Janeiro pediu o bloqueio de 2 milhões de reais, a quebra dos sigilos fiscal e bancário e a condenação de Washington Reis por improbidade administrativa após o prefeito insistir na inauguração, proibida pela justiça, do novo cemitério em meio a pandemia da COVID-19.

### Investigação da Polícia Federal e inelegibilidade em 2022
Em 2022, a Polícia Federal (PF) iniciou uma investigação sobre o desvio de dinheiro em contratos da Saúde na prefeitura de Duque de Caxias, que teriam ocorrido durante o mandato de Washington Reis como prefeito. Reis foi apontado como responsável por garantir a atuação de uma organização criminosa que supostamente desviou 563,5 milhões de reais na cidade. Em 1.º de setembro, uma operação de busca e apreensão da PF na casa de Reis apreendeu um fuzil calibre 5,56 que o político alegou pertencer à escolta do irmão, o deputado estadual Rosenverg Reis, e 700 mil reais em dinheiro vivo na casa do ex-secretário de saúde de Duque de Caxias, José Carlos de Oliveira.
Inicialmente pré-candidato ao Senado, Washington Reis havia sido anunciado como candidato a vice-governador na chapa de Cláudio Castro (PL) para concorrer nas eleições de 2022. Entretanto, em 30 de agosto de 2022, o Supremo Tribunal Federal rejeitou um recurso de Reis contra sua condenação por crime ambiental e loteamento irregular em 2016, enquadrando-o na Lei da Ficha Limpa. Devido a essa decisão, em 6 de setembro, o Tribunal Regional Eleitoral do Rio de Janeiro indeferiu por unanimidade a candidatura de Reis a vice-governador e confirmou sua inelegibilidade. Ele renunciou à candidatura três dias depois.

### Fraudes em certificados de vacinação
Em 4 de julho de 2024, Washington Reis foi o alvo da segunda fase da Operação Venire da Polícia Federal para identificar novos beneficiários de fraudes em certificados de vacinação. Os agentes fizeram buscas na casa do secretário estadual de Transportes do Rio e ex-prefeito de Duque de Caxias, Washington Reis, do MDB, e apreenderam R$ 200 mil em dinheiro. Washington Reis negou as acusações, mas não respondeu sobre o dinheiro apreendido na casa dele.